# David Kopp (ciclista)
David Kopp (Bonn, 5 de enero de 1979) es un ciclista alemán que fue profesional entre 2001 y 2011.
Dio positivo por cocaína el 11 de septiembre de 2008 tras disputar una carrera profesional en Izegem, en Bélgica, cuando corría para el equipo Cycle Collstrop. Fue suspendido por un año y después se unió al conjunto Kuota-Indeland. Sin embargo la UCI prolongó esta sanción de un año hasta el 22 de septiembre de ese mismo año. Puso fin a su carrera deportiva al fin de la temporada 2011. 

## Palmarés
| 2001 - Gran Premio de Fráncfort sub-23 - 2 etapas del Tour de Thuringe - 2 etapas del FBD Insurance Rás - 1 etapa del Circuito Montañés 2004 - Tour de Düren - Tour de Bochum - Gran Premio de la Villa de Zottegem - 1 etapa del Giro del Capo | 2005 - Vuelta a Colonia - 1 etapa de la Vuelta a Baviera - 1 etapa del Giro del Capo 2006 - Trofeo Calviá - 1 etapa del Eneco Tour 2007 - 1 etapa del Tour de Polonia |

## Resultados en Grandes Vueltas y Campeonato del Mundo
| Carrera         | Carrera         | 2001 | 2002 | 2003 | 2004 | 2005 | 2006 | 2007 | 2008 | 2009 | 2010 | 2011 |
| --------------- | --------------- | ---- | ---- | ---- | ---- | ---- | ---- | ---- | ---- | ---- | ---- | ---- |
|                 | Giro de Italia  | —    | —    | —    | —    | —    | —    | —    | —    | —    | —    | —    |
|                 | Tour de Francia | —    | —    | —    | —    | —    | Ab.  | —    | —    | —    | —    | —    |
|                 | Vuelta a España | —    | —    | —    | —    | —    | —    | —    | —    | —    | —    | —    |
| Mundial en Ruta | Mundial en Ruta | —    | —    | —    | —    | —    | —    | Ab.  | —    | —    | —    | —    |

—: no participa

Ab.: abandono